# Muscoli dorsali interossei del piede
Nell'anatomia umana i muscoli dorsali interossei del piede sono un gruppo di muscoli del piede.

## Anatomia
Sono 4 muscoli lunghi di forma appiattita si ritrovano fra i tendini degli estensori e i muscoli plantari interossei. I quattro muscoli citati originano dai lati adiacenti dei cinque metatarsi vicini. Sul primo dito abbiamo una inserzione nel secondo dito (più precisamente medialmente), mentre dal secondo dito al quarto i muscoli dorsali interossei del piede si inserzionano nella parte laterale del secondo, del terzo e del quarto dito.